# Vincent Spano
Vincent M. Spano (New York, 18 ottobre 1962) è un attore statunitense di origini italiane.

## Biografia
Debutta al cinema come comparsa nel film The Double McGuffin (1979), ma il vero esordio da attore è nel film Rusty il selvaggio (1983) di Francis Ford Coppola, accanto ad attori famosi come Diane Lane, Dennis Hopper, Mickey Rourke. Nel 1987 lavora con i registi italiani Paolo e Vittorio Taviani nel film Good morning Babilonia e nel 1991 ha un ruolo importante accanto a Sylvester Stallone e Ornella Muti nella commedia Oscar - Un fidanzato per due figlie. 
Interpreta un personaggio ricorrente tra il 2006 e il 2011 nella serie poliziesco-giudiziaria Law & Order - Unità vittime speciali, quello dell'agente federale Dean Porter, mentre nel 2009 recita nel ruolo dell'antagonista (Rodolfo di Venanzio) di Gabriel Garko nella serie TV L'onore e il rispetto - Parte seconda, di Salvatore Samperi.

## Filmografia parziale

### Cinema
- Doppio intrigo (The Double McGuffin), regia di Joe Camp (1979)
- Giovani guerrieri (Over the Edge), regia di Jonathan Kaplan (1979)
- Rusty il selvaggio (Rumble Fish), regia di Francis Ford Coppola (1983)
- Il ritorno di Black Stallion (Black Stallion Returns), regia di Robert Dalva (1983)
- Promesse, promesse (Baby, it's You), regia di John Sayles (1983)
- Maria's Lovers, regia di Andrej Končalovskij (1984)
- Alphabet city, regia di Amos Poe (1984)
- Dr. Creator - Specialista in miracoli (Creator), regia di Ivan Passer (1985)
- Good morning Babilonia, regia di Paolo e Vittorio Taviani (1987)
- E Dio creò la donna (And God Created Woman), regia di Roger Vadim (1988)
- Qualcuno in ascolto (High Frequency), regia di Faliero Rosati (1988)
- Rosso veneziano (Rouge Venise), regia di Étienne Périer (1989)
- Oscar - Un fidanzato per due figlie (Oscar), regia di John Landis (1991)
- La città della speranza (City of Hope), regia di John Sayles (1991)
- Alive - Sopravvissuti (Alive), regia di Frank Wilson Marshall (1993)
- Legame mortale (The Tie that Binds), regia di Wesley Strick (1995)
- La profezia (The Prophecy 3: The Ascent), regia di Patrick Lussier (2000)
- Texas Rangers, regia di Steve Miner (2001)
- Silence - Il patto (Silence), regia di Tom Whitus (2002)
- Il principe e il povero (A Modern Twain Story: The Prince and the Pauper), regia di James Quattrochi (2007)
- Segreti fatali (Balancing the Books), regia di Meir Sharony (2009)
- April Rain - Pioggia di proiettili (April Rain), regia di Luciano Saber (2014)
- Bent - Polizia criminale (Bent), regia di Bobby Moresco (2018)
- C'era una truffa a Hollywood (The Comeback Trail), regia di George Gallo (2020)
- The Contract, regia di Massimo Paolucci (2024)

### Televisione
- Il cugino americano – miniserie TV (1986)
- Vette di libertà (The Ascent), regia di Donald Shebib – film TV (1994)
- Downdraft – film TV (1996)
- Deathlands - Ritorno verso casa  – film TV (2003)
- Landslide - La natura si ribella (2004)
- L'anello della discordia (2005)
- Pandemic - Il virus della marea (Pandemic), regia di Armand Mastroianni – film TV (2007)
- Ogni libro ha i suoi segreti (Grave Misconduct), regia di Armand Mastroianni – film TV (2008)
- L'onore e il rispetto - Parte seconda, regia di Salvatore Samperi e Luigi Parisi (2009)
- Caldo criminale, regia di Eros Puglielli – film TV (2010)
- Sangue caldo (2011)
- Dr. House - Medical Division (House, M.D.) – serie TV, episodio 8x08 (2011)
- Law & Order - Unità vittime speciali (Law & Order: Special Victims Unit) – serie TV, 5 episodi (2006-2010)
- Miracle underground (2012)
- Castle – serie TV, episodio 7x10 (2014)
- The Mentalist – serie TV, episodio 6x22 (2014)

## Doppiatori italiani
Nelle versioni in italiano delle opere in cui ha recitato, Vincent Spano è stato doppiato da:
- Roberto Pedicini in Good Morning Babilonia, Qualcuno in ascolto, Il cugino americano, Oscar - Un fidanzato per due figlie, Law & Order - Unità vittime speciali (st. 8, ep. 11x06), Sangue caldo
- Francesco Prando in Legame mortale, Dr. House - Medical Division
- Vittorio Guerrieri in Landslide - La natura si ribella, The Mentalist
- Fabio Boccanera in Pandemic - Il virus della marea, Castle
- Claudio De Angelis in Rusty il selvaggio
- Paolo Maria Scalondro in Dr. Creator - Specialista in miracoli
- Sandro Acerbo in E Dio creò la donna
- Andrea Lavagnino in Law & Order - Unità vittime speciali (ep. 9x04)
- Roberto Chevalier in Alive - Sopravvissuti
- Giorgio Bonino in Rats - Il morso che uccide
- Paolo Macedonio ne L'onore e il rispetto - Parte seconda
- Gaetano Varcasia in Caldo criminale
- Roberto Gammino in Bent - Polizia criminale
- Sergio Lucchetti in Blue Bloods